# Martín de Estete
Martín de Estete o Martín de Astete (Santo Domingo de la Calzada, España, ca. 1489–Lima, Perú, 1536) fue un letrado, militar y conquistador español que participó en la conquista de Tierra Firme, Panamá, Nicaragua y Perú. Fue teniente de gobernador de Nicaragua, de 1527 a 1534; y de Trujillo en Perú, de 1534 hasta su fallecimiento.
Fue la primera persona con ese apellido en pasar a América. Estaba emparentado con el cronista Miguel de Estete, con el que a veces se le confunde.

## Biografía
Martín de Estete nació hacia 1489 en la ciudad de Santo Domingo de la Calzada de la entonces Castilla la Vieja que formaba parte de la Corona castellana.
En 1509 llegó a América en la expedición de Diego de Nicuesa. Tras una estancia en la isla de La Española, siguió a Nicuesa en la expedición hacia Veraguas, en la llamada Tierra Firme. En 1514 era ya vecino de Santa María la Antigua del Darién. Ofició de escribano y secretario de Pedro Arias Dávila (más conocido como Pedrarias), el gobernador de Castilla de Oro (parte occidental de Tierra Firme), a quien acompañó en la fundación de la Ciudad de Panamá en 1519.
Bajo las órdenes de Pedrarias realizó exploraciones y misiones militares en Panamá y Nicaragua. Como veedor fue enviado a Granada (Nicaragua) para que negociara con el capitán rebelde Francisco Hernández de Córdoba, a quien terminó apresando. Dicho capitán acabó siendo procesado y decapitado por orden de Pedrarias, quien asumió el gobierno de Nicaragua (1526).
El cronista Oviedo describe a Estete como hombre “no tan hábil en la milicia” pero “despierto en otras astucias”. Pedrarias, antes de volver a Panamá, nombró a Estete como su teniente de gobernador de Nicaragua, así como alcaide de la fortaleza de León (1527).
Cuando el gobernador de Honduras Diego López de Salcedo invadió Nicaragua, Estete aceptó convertirse en su teniente de gobernador, pero discretamente siguió siendo fiel a Pedrarias (1527). Finalmente, soliviantó a las tropas de Salcedo y logró la expulsión de este. Pedrarias, que acababa de ser reemplazado por Pedro de los Ríos en el gobierno de Castilla de Oro, pasó a ser gobernador de Nicaragua, territorio que se separó de la antedicha jurisdicción.
En recompensa a sus servicios, Pedrarias le encomendó las entradas del río Desaguadero de San Juan en 1529; y la de Chorotega Malalaca, en 1531. Ambas terminaron en fracaso, pero Estete mantuvo su prestigio en Nicaragua.
En 1534 pasó al Perú, arribando al territorio del actual Ecuador como jinete de la expedición del adelantado Pedro de Alvarado, quien le encomendó algunas misiones diplomáticas ante Diego de Almagro el Viejo. Este había sido emviado por su socio Francisco Pizarro para frenar a dicho adelantado, al considerar al Perú como su zona de acción exclusiva. Alvarado aceptó retirarse del Perú e incluso dejar sus tropas, a cambio de un sustancioso pago en oro. Estete se puso entonces a las órdenes de Almagro, que continuó su marcha hacia Lima para encontrarse con Pizarro. Al llegar a la antigua ciudad chimú de Chan Chan, en el norte del Perú, Almagro lo dejó allí como teniente de gobernador a nombre de Pizarro, con el encargo de preparar la fundación de una nueva ciudad, que sería Trujillo.
La fundación definitiva de Trujillo lo hizo el mismo Francisco Pizarro, el 5 de marzo de 1535. Estete, en su calidad de teniente de gobernador, se encargó de la repartición de los solares y del nombramiento de los primeros alcaldes ordinarios, que fueron Rodrigo Lozano y Blas de Atienza.
Sobre su estancia en Trujillo, se sabe que encontró en las cercanías una huaca o templo indígena, que despojó de sus láminas metálicas, y que ocultó para no pagar el quinto real al emperador. Igualmente halló una magnífica silla de oro con incrustaciones de perlas y piedras preciosas que también escondió. Se calculó en 20 mil marcos de plata el valor de todo ese tesoro.
Pero no pudo disfrutar de esa riqueza pues al poco tiempo falleció en Lima en 1536. Su viuda María de Escobar se trasladó de Trujillo a Lima y se casó con Francisco de Chaves (el pizarrista), aportando como dote 40 mil pesos de oro, que su marido se encargó de malgastar.